# フサオマキザル
フサオマキザル (房尾巻猿、Cebus apella) 、別名カッショクオマキザルは、オマキザル科オマキザル属に分類されるサル。
この項目はフサオマキザルという種についてのものだが、別種C. flavius (C. flavius)、C. libidinosus (C. libidinosus)、C. nigritus (C. nigritus)、C. xanthosternos (C. xanthosternos) の知見を含んでいることがありうる。これは、従来これらの種が本稿のフサオマキザル (C. apella) の亜種として分類されてきたためである。新しく受容されている分類と従来の旧分類との対応については、亜種と分布の節で詳述する。

## 名称
種の学名はCebus apella。和名は、フサオマキザル (房尾巻猿)、カッショクオマキザル (褐色尾巻猿)。日本語では、オマキザルの英名をカタカナにして、キャプチン、カプチンと呼んだとき、このフサオマキザルを指すことがある。英名は、タフティドキャプチン (tufted capuchin) 、ブラウンキャプチン (brown capuchin)。ポルトガル語名は、マカーコプレーゴ (macaco prego)、または単に、マカーコ (macaco)。スペイン語名は、ミコマイセロ (mico maicero)、または単に、マイセロ (maicero)。アメリカ・インディアン諸語では、言語ごとにさまざまに呼ばれ、18もの呼び名が記録されている。また、ほかのオマキザルとともに、グアラニー語では、カイ (cai)、カイタイア (caitaia)、カイアララ (caiarara) と呼ばれる。
和名フサオマキザル、英名tufted capuchinは、頭部の両側に逆立った黒い房毛があることに由来し、和名カッショクオマキザル、英名brown capuchinは、体色が全体として褐色であることに由来する。オマキザルの由来については、オマキザル属を参照。
学名Cebus apellaの種小名apellaは、ローマの多くの被解放自由人の名アペッラ (Apella) にちなむというが、命名の意図は不明である。属名Cebusの由来については、オマキザル属を見よ。
また、古くからサーカスや動物園で、また実験心理学など学問の対象として飼育下で、さらに野生での観察においても、その知能の柔軟さを披露しており、チンパンジーなど類人猿との共通点が多いことから、「南米の類人猿」、「南米のチンパンジー」 とも呼ばれる。

## 亜種と分布
・フサオマキザル (Cebus apella, Linnaeus, 1758) は、さらにいくつかの亜種に分類される。ここでは、コリン・グローヴズにしたがって6亜種を紹介し、その分布を示す。
C. a. apella (Linnaeus, 1758)
tufted capuchin, brown capuchin, Guianan brown capuchin
アマゾン川下流域に生息する。分布する国や地域は、ブラジル、フランス領ギアナ、スリナム、ガイアナ、ベネズエラである。ただし、西方の分布についてはアマゾン川の支流であるネグロ川に遮られ、ネグロ川の南にはC. a. macrocephalusが分布している。東方の分布についても、トカンティンス川の下流域にはC. a. tocantinusが分布している。また、東方の分布の南限は、セラード (Cerrado) であると考えられている。それより南にはC. libidinosusが生息している。
C. a. fatuellus (Linnaeus, 1766)
Colombian brown capuchin, brown horned capuchin, hooded capuchin
コロンビアに生息する。
C. a. margaritae Hollister, 1914
Margarita Island capuchin
ベネズエラのマルガリータ島のみに生息する。C. a. apellaよりもC. a. fatuellusに近い種と考えられている。
C. a. macrocephalus Spix, 1823
large-headed capuchin
ブラジル、ペルーのアマゾン川上中流域、つまりウカヤリ川からタパジョス川にかけて生息する。さらにもう少し下流域のシングー川にも分布すると考えられることもある。マデイラ川とタパジョス川のあいだで、分布がC. tocantinsと衝突している。
C. a. peruanus Thomas, 1901
Peruvian tufted capuchin
異名としてC. a. magnus von Pusch, 1941; C. a. maranonis von Pusch, 1941がある。ペルー周辺に生息する。
C. a. tocantinus Lönnberg, 1939
Tocantins tufted capuchin
ブラジルのアマゾン川に近いトカンティンス川下流にのみ生息する。しかし、それよりも西のマデイラ川流域にまで分布すると考えられることもある。この場合、分布はC. macrocephalusと衝突する。
・現在は別種として分類していたものを、長らく本種C. apellaの亜種として分類していた。そのため、新旧分類間の対応を示す。
C. a. libidinosus Spix, 1823
bearded capuchin, black-striped capuchin, Spix's capuchin
C. libidinosus libidinosus Spix 1823。C. libidinosusを見よ。
C. a. pallidus Gray, 1865
pale capuchin
C. libidinosus pallidus Gray, 1865。C. libidinosusを見よ。
C. a. paraguayanus Fisher, 1829
Paraguayan capuchin, Azara's capuchin
C. libidinosus paraguayanus Fisher 1829。C. libidinosusを見よ。
C. a. cay Illiger, 1815
C. libidinosus paraguayanusの異名。また仮にC. l. pallidusの異名ともされている。C. libidinosusを見よ。
C. a. versutus Elliot, 1910
C. libidinosus libidinosus Spix 1823ないしC. libidinosus paraguayanusの異名。C. libidinosusを見よ。
C. a. juruanus Lönnberg, 1939
Juruá capuchin
C. libidinosus juruanus Lönnberg, 1939。C. libidinosusを見よ。
C. a. nigritus (Goldfuss, 1809)
black-horned capuchin, black capuchin
C. nigritus nigritus (Goldfuss, 1809) 。C. nigritusを見よ。
C. a. vellerosus I. Geoffroy, 1851
C. nigritus. nigritus (Goldfuss, 1809) の異名。C. nigritusを見よ。
C. a. robstus Kuhl, 1820
crested capuchin, robust tufted capuchin, white-shouldered capuchin
C. nigritus robustus Kuhl, 1820。C. nigritusを見よ。
C. a. frontatus Kuhl, 1820
white-cheeked capuchin
C. nigritusの亜種と考えられている。
C. a. xanthosternos Wied-Neuwied, 1826
yellow-breasted capuchin, buff-headed capuchin, golded-bellied capuchin
C. xanthosternos Wied-Neuwied, 1826。
・いくつかの種は、何らかの理由で旧分類の影響を受けなかったものの、旧分類に従うのであればC. apellaの亜種として組み入れられたはずのものがいる。最後に下にそれらを示す。
C. flavius Schreber, 1774
Marcgrave's capuchin
これは2006年に標本が採取されたことにより再発見され、種として同定されるようになったものである。
C. queirozi Mendes Pontes & Malta, 2006
blond capuchin
これは2006年に発見された種である。しかし、C. flaviusと同じ種であると考えられている。C. flaviusを見よ。

## 形態
体長30-56 cm。尾長35-56 cm。体重2-4 kg。メスよりもオスの方が大型になる。胴体は別名や英名（Brown）の通り淡褐色や黒褐色の粗い体毛で覆われる。四肢の体毛は黒い。
頭部の両側に逆立った黒い房毛があることが和名や英名（Tufted＝束ねた、Black capped＝黒い帽子をした）の由来。

## 生態と行動
森林等に生息する。小規模な群れを形成し、時には他種のサルと混群を形成することもある。危険を感じると口笛のような声をあげて、相手を威嚇する。
多様な知性を示すことで知られ、心理学的研究に用いられる。道具使用実験においては、道具を使って手に入れたシロップを傷口に塗ったり、野生においてはコモンマーモセットを養育したりと、珍しいエピソードがいくつも報告されている。
食性は雑食で昆虫類、鳥類の卵、果実、種子等を食べる。最も地位の高いオスが食物を最も早くかつ長時間食べ、次いで地位の高いオスと親しい個体が長時間食事を行う。地位の低い個体は優位な個体が去った後で食事を行う。木を叩いて中にいる虫の居場所を調べたり、採食においても高い知能を発揮する。
繁殖形態は胎生で、隔年で1回に1頭の幼獣を産む。母親だけではなく群れにいる他の個体も子育てに協力する。
天敵として ジャガー、ピューマ、大型猛禽類がいる。

## 野生での道具使用
道具使用は、動物行動学や比較心理学において、たとえばベンジャミン・ベックによれば、「道具使用とは、環境内にある何にもくっついていない物体を身体外で利用することにより、道具以外の物体や自分以外の生物、あるいは使用者自身の形状や状況、状態を、利用しないときに比べて効率よく変化させることである。その際、使用者が道具を保持ないし運搬するのは、使用の最中またはそれ以前にかぎられ、また使用者は、道具を適切かつ有効な方向に向ける責を負う」と定義されている。また、オマキザル研究者のドロシー・フラゲイジー、エリザベッタ・ヴィザルベルギ、リンダ・フェディガン (Linda Fedigan) は、このような通常の定義に、「行為者は、道具とほかの物体ないし基盤との関係を産みだすのであり、ただ単純に既存の関係を利用するわけではない」という必要条件を追加している。これらの定義を満足する道具使用行動が、オマキザルで多く報告されている。
歴史上、オマキザルの道具使用については、ヨーロッパにおいても500年も前から知られていた。1526年に、スペインの著述家ゴンザーロ・デ・オビエード (Gonzalo de Oviedo) は、ナッツを石で割る様子を記述している。18–19世紀には、チャールズ・ダーウィンの祖父であるエラズマス・ダーウィンや比較心理学者ジョージ・ロマーニズといった学者もオマキザルの道具使用について記述したり、観察して検討したりしている。20世紀前半のもっともまとまったオマキザルの道具使用の実験的研究としては、ハインリヒ・クリューヴァー (Heinrich Klüver) のものがあげられる。
1976年に伊沢紘生と水野昭憲は、野生フサオマキザルの基盤使用を発見した 。これは堅いナッツなどをさらに堅い枝など土台に打ちつけることで割る操作的行動で、道具使用をおこなう種と基盤使用をおこなう種とは大きく重複している。また、1997年にアルフレード・ラングートとカールメン・アロンゾーは、野生フサオマキザルがナッツ割りをしていたと思われる痕跡が発見した。半野生下のフサオマキザルについても、エドゥアルド・オットーニとマッシモ・マンヌが2001年に、ナッツ割りをしていたことを報告している。また、1980年代以来、フサオマキザルは道具使用の認知研究にも用いられており、個体差もあるが、非常に複雑な道具使用行動をこなせることがわかっている。なぜサルのなかでもとくにオマキザルがこのような行動を身につけるのにたけているのかについて、ヴィザルベルギは要因として、操作や認知にかかわる諸能力や、さらに好奇心を挙げている。
野生フサオマキザル (C. libidinosus) でも継続的な道具使用行動がみられる。しかし、これが報告されたのは、やっと2004年になってからだった。アントニーオ・デ・A・モーラとフィリス・リーの研究グループは、ブラジルのピアウィー州にあるセーラ・ダ・カピヴァーラ国立公園のフサオマキザルについて『サイエンス』に報告した。それとは独立に、フラゲイジーやヴィザルベルギたちの研究グループは、同州のパルナイーバ盆地にあるボーア・ヴィースタに生息するフサオマキザルについて『アメリカ霊長類学雑誌』に発表した。
野生フサオマキザルのナッツ割りの研究からは、次のことがわかっている。ボーア・ヴィースタでは、サルたちは1 kgを超える石を用いており、これはサルの体重の25–40 %に相当する。一方、割れるときの限界の力など、サルが割っている実の物理的な性質を調べたところ、ナッツを食べるにはこの割るという行動が欠かせないことが示された。また、この研究拠点の個体群は、短からず二足歩行をするが、ナッツを割るときの姿勢や筋肉の動作を調べたところ、ナッツ割りが二足歩行の直立姿勢に影響していることが示唆された。これは、ヒトの直立二足歩行を考える上で重要な結果と受けとめられている。
さらに、採食行動の文脈以外でも、セーラ・ダ・カピヴァーラ国立公園での観察から、威嚇ディスプレイのために石の叩きつけが用いられているらしいことが示唆されている。これは、ほかの個体群ではみられず、この個体群のみの社会伝統となっていると考えられている。
このように、フサオマキザルの道具使用行動、とくにナッツ割りは、ただ珍しい行動というだけでなく、ヒトやチンパンジーなど、同じように道具ないし石器を使う動物と比較することで、ヒト科の道具使用の進化を見直すことができる。また、チンパンジーでもみられるナッツ割りは、実、打ちつける石、台石の3つのものがかかわる複雑な道具使用である。ほかの飼育下や野生でみられる道具使用とあわせて、オマキザルの道具使用は、その背後にある認知能力の進化という観点からも興味深いものと考えられている。

## 人間との関係
ペットとして飼育されることもあり、本種の高い知能を生かして介護ザルとして訓練されることもある。ジュースを買うフサオマキザルのYouTubeが紹介された。